# 松平資俊
松平 資俊（まつだいら すけとし）は、江戸時代前期の旗本、のち大名。常陸笠間藩第2代藩主、遠江浜松藩初代藩主。本庄松平家2代。

## 生涯
万治3年（1660年）、笠間藩主・本庄宗資の次男として生まれる。貞享元年（1684年）10月10日、寄合旗本となる。元禄4年（1691年）12月28日に従五位下・安芸守に叙位・任官される。元禄12年（1699年）、父の死去により家督を継いで笠間藩主となる。元禄14年（1701年）12月18日に従四位下に昇叙され、元禄15年（1702年）2月19日に侍従に任官する。9月12日に備中において2万石を加増されて7万石となった上で、遠江浜松に移封された。
宝永2年（1705年）3月23日に第5代将軍・徳川綱吉より松平姓を与えられた。そして豊後守、伯耆守へと遷任している。享保8年（1723年）7月14日に死去した。享年64。家督は正室の弟の資訓が継いだ。
なお、目立った功績もないのにここまで異例の出世を遂げたのは、父・宗資が綱吉の生母・桂昌院の異父弟であり、縁者による引き立てがあったためである。